# Цикламен кавказский

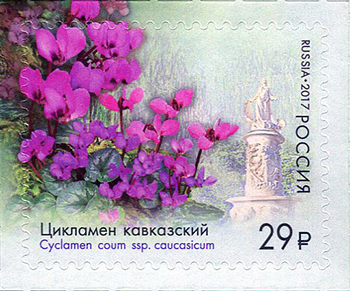
Почтовая марка России, 2017 год

Цикламен кавказский (Cyclamen coum subsp. caucasicum [syn. Cyclamen vernum Sweet]) — травянистое клубневое растение, подвид вида Цикламен косский (Cyclamen coum) рода Цикламен семейства Мирсиновые. Редкое растение, внесено в Красную Книгу России.

## Распространение

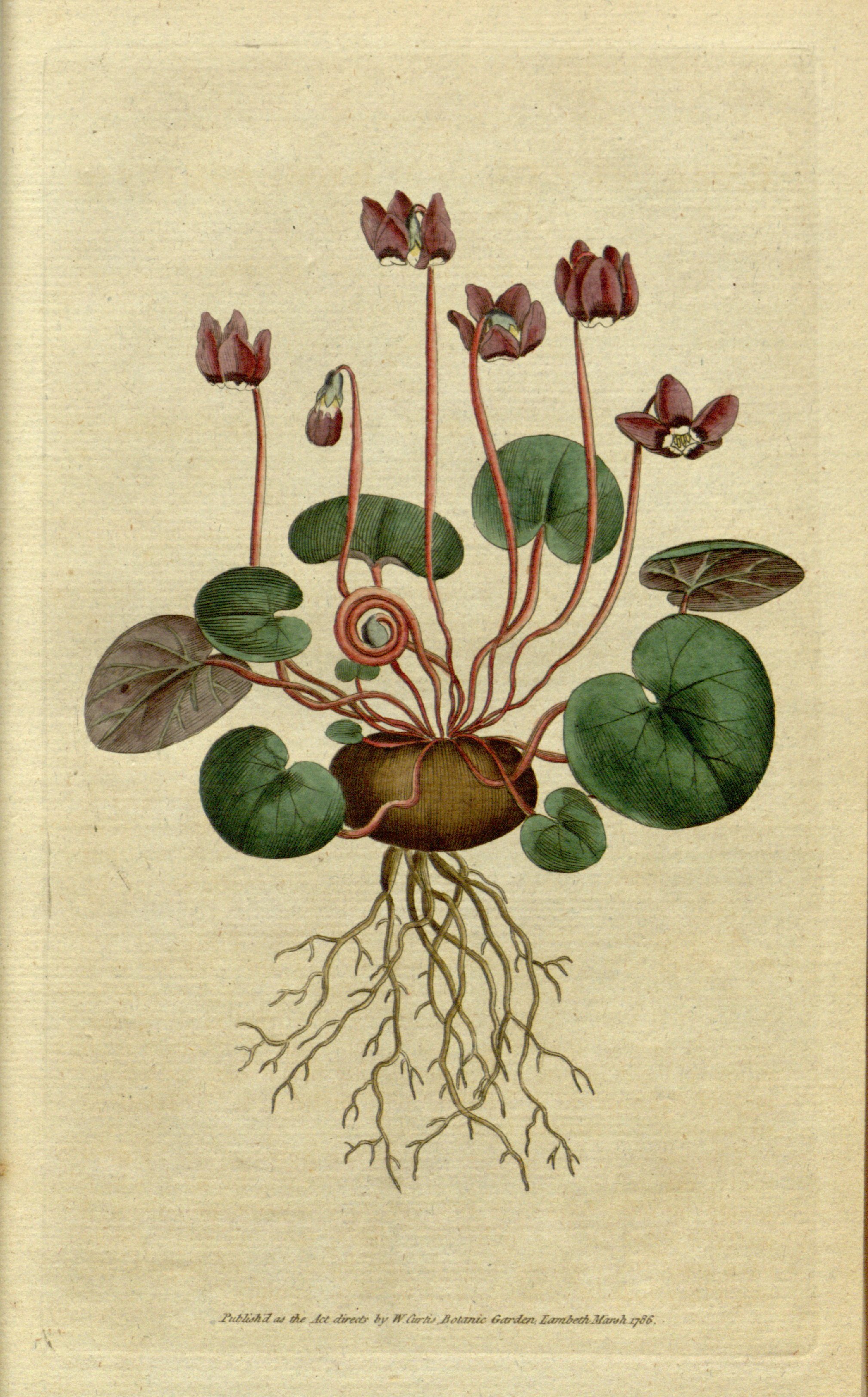

Встречается в России (Краснодарский Край, Республика Адыгея), Грузии, Азербайджане, а также на востоке Средиземноморья, на Балканах, в Малой Азии. Обычно растёт по склонам гор до высоты 2000 м над уровнем моря, в лесах и кустарниках.ыыы

## Ботаническое описание
Цикламен кавказский – поликарпик с корнеклукбневой системой. Высота растения составляет 10 см. Основная часть представителя двудольных находится под землей и представлена коричневыми клубнями – корнями, чей диаметр – 8 см. От них отходят скругленные листья. Цветки растения расположились на массивных цветоножках, которые закручиваются ближе к плодам.
Цветёт цикламен в период с февраля по март, плодоношение происходит в конце мая-июне. Растение является энтомофилом. Размножение может происходить как вегетативно, так и при помощи семян. Онтогенез делится на 4 периода: латетный, предгенеративный (длится обычно от 5 до 10 лет), генеративный и постгенеративный, чья длительность составляет около 12 лет. Максимальный возраст цикламена 30 лет.

## Охранный статус
Уязвимый вид. Занесён в Красную книгу России. Вымирает в связи с выкапыванием клубней в лекарственных целях и сбором на букеты.